# Districte d'Etawah
El districte d'Etawah és una divisió administrativa de l'estat d'Uttar Pradesh (Índia) dins la divisió de Kanpur. La capital és Etawah. La superfície calculada el 1999 és de 2.434 km², i la població de 4.242.310 habitants (1991). Els rius principals són el Yamuna, Chambal, Kuwari, Sengar i el seu afluent el Sirsa, Rind (amb els seus afluents Ahneya i Puraha), Arin i el Pandu. El districte està dividit en quatre comarques naturals: Pachar, la part nord, fins al riu Sengar; Ghar, entre el Sengar i el Yamuna; Karka al sud del Ghar; i el Par, entre el Yamuna i el Chambal.

## Geografia
Administrativament està format per quatre tehsils: Etawah, Auraiya, Bidhuna i Bharthana. I vuit blocks: Barhpura, Basrehar, Bharthana, Chakarnagar, Jaswantnagar, Mahewa, Sefai i Takha. El districte fou part de les províncies del Nord-oest (Província d'Agra) fins a la formació de les Províncies Unides d'Agra i Oudh. Tenia una superfície de 4.380 km² i una població repartida en 1474 pobles i 6 ciutats, de: 668.641 (1872), 722.371 (1881), 727.629 (1891) i 806.798 (1901).
Administrativament estava dividit en quatre tahsils (els mateixos que actualment): Etawah, Bharthana, Bidhuna i Auraiya. La capital era Etawah al tahsil d'Etawah, del que també era capital; aquest tahsil tenia 1103 km² i una població el 1901 de 216.142 habitants repartits en 353 pobles i 2 ciutats: Etawah (42.570 habitants) i Jaswantnaoar.
Hi ha troballes arqueològiques de concessions fetes per Govind Chand de Kanauj, al segle xii, a diversos llocs. Munj i Asai Khera on hauria estat Mahmud de Gazni. A la segona hi ha escultures jainistes dels segles IX a XII. Jama Masjid a Etawah sobre un antic temple hindú o budista.

## Història
Poc se sap abans de la invasió musulmana. Segurament la regió fou creuada per Mahmud de Gazni vers el 1017 i més tard per Kutb al-Din però no hi ha cap prova. Els hindús no obstant van romandre independents mentre colònies musulmanes s'establien als districtes veïns. Es creu que al segle xii governaven els rajputs i al segle següent fou atacat i conquerit per generals musulmans i alguns caps hindús van esdevenir tributaris a partir del 1193 quan fou conquerida Kanauj. En aquests temps els rajputs sengars dominaven Bidhuna i Auraiya, compartint el territori amb les tribus salvatges dels meos; els gaurs ocupaven parts de Phaphund i Bidhuna però després foren eliminats pels chandeles de Mahoba; els parihars ocupaven la regió salvatge de Pachnada; i els bhadàuries i dhakras el territori muntanyós entre el Yamuna i el Chambal; el territori occidental fou dominat pels chauhans. El tribut a Delhi fou força nominal.
Els conflictes van començar sota Nasir al-Din Muhammad Shah III Tughluk (1389/1390-1393) que va aconseguir derrotar a Abu Bakr Shah Tughluk i antics esclaus de Firuz Shah Tughluk (1351-1388) el 1390; després d'això va marxar cap al Doab on es va trobar amb Vir Singh, el sobirà tomara de Gwalior, que se li va sotmetre. El 1391 Nar Singh, Sarvadharan i Bir Bahan es van revoltar; no se sap molt bé qui eren, però sembla clar que el segon era el Rai Sawar dels historiadors i el Sumer Sah de la tradició, fundador de la casa dels chauhan de Partapner, ancestres dels chauhans que després van viure al districte de Mainpuri. El sultà va enviar a Islam Khan contra Nar Singh, i ell mateix va marxar contra els altres rebels. Nar Singh fou derrotat, va haver de fugir i va acabar demanant la pau, i fou portat a Delhi presoner. Mentre Sarvadharan va atacar Balram però quan es va acostar el sultà va fugir a Etawah, seguit pels musulmans; l'endemà va abandonar Etawah el fot de la qual fou arrasat. L'any següent Sarvadharan i Bir Bahan van continuar rebels i es van aliar al rathor Jit Singh Rathore i a Abhai Chand, muqaddam de Chandu. El sultà va enviar a Mukarrabul Mulk, i quan els dos bàndols es van trobar, aquest va adoptar unes mesures conciliatòries i va acceptar una submissió; llavors va agafar a traïció als rebels i els va portar a Kanauj on foren executats, excepte raja Sarvadharan que va poder escapar i es va dirigir a Etawah. Poc després va morir Muhammad Shah III Tughluk i després d'un breu regnat d'Ala al-Din Sikander Shah I Tughluk (març-abril de 1393) el va succeir el seu segon fill Nasir al-Din Mahmud Shah II Tughluk (1393-1394/1395).
Khwaja-i-jahan va rebre el govern de tot el país entre Kanauj i Bihar, sota el títol de Malik-us Sharq. Va iniciar el seu govern combatents als rebels d'Etawah i Kanauj i va aconseguir establir una aparençà d'orde al cap de pocs temps però el 1398 l'aparició a la zona de Tamerlà va retornar l'agitació. Quan Tamerlà va sortir de la zona aquesta va quedar en mans de Ikbal Khan (Alt Doab i rodalia de Delhi) mentre Khwaja-i-jahan va conservar Kanauj i fins a Bihar; algunes zones de la província van quedar en mans de amirs o maliks nomenats pel mateix Khwaja-i-jahan.
Finalment quan part de les forces de Delhi van sortir del país, les de Jaunpur sota Mukhtas Khan, germà d'Ibrahim Shah Sharqi, hi van entrar. El sultà Sayyid Khidr Khan (1414-1421) va enviar un exèrcit d'ajut dirigit per Mahmud Hasan també amb títol de Malik-us-Sharq, i Mukhtas Khan es va retirar. després d'alguns intents de combats, Mahmud Hasan es va retirar cap al campament del sultà i llavors Ibrahim Sharqi va avançar pel Kali Nadi cap a Burhanabad, prop d'Etawah. La decisiva batalla es va lliurar fora de les terres del districte d'Etawah; els musulmans van guanyar però en els anys següents, ocupat com va estar el sultà, el governador Malik-us-Sharq va esdevenir independent almenys de fet. No fou fins al 1432 que el sultà Sayyid Mubarak Shah II (1421-1435) va enviar al general Kamal al-Mulk que va sotmetre als governants de Gwalior i Etawah. Però aviat l'anarquia es va apoderar del sultanat. El 1437 Ibrahim Sharqi de Jaunpur es va apoderar de diverses parganes i el raja de Gwalior i altres rages (segurament també el governant d'Etah) van deixar de pagar els impostos. El sultà no va voler o poder prendre mesures i el sultanat de fet es va dividir en províncies governades per diversos senyors entre els quals predominaven els Lodis. Un d'aquestos, Kutb Khan, fill de Hasan Khan Afgan, fou governador de Rapri, Chandawar i Etawah. Kutb khan, junt amb Isa Khan, jagirdar de Kol i Jalali, i amb Rai Partab, que dominava Bhongaon, Patiali i Kampil, van fer alguns esforços per ajudar el darrer sultà sayyid Ala al-Din Alam Shah (1445-1451/1452) i posar-se a Bhalul Shah Lodi, però aquest va acabar entrant a Delhi l'abril del 1451.
Alguns dels nobles fidels als sayyids van cridar en ajut a Mahmud de Jaunpur que va avançar amb un fort exèrcit cap a Delhi i la va assetjar, però no va aconseguir res definitiu. En retirar-se Mahmud, Bahlul va enviar delegats per confirmar la seva autoritat al baix Doab. Isa Khan fou confirmat com a feudatari a Kol, i Raja Partab a Bhongaon; Kutb Khan amir de Rapri, va decidir resistir a Bahlul al fort de Rapri, que fou assetjat i Kutb Khan fet presoner per acabar sent confirmat en les seves possessions com a jagirdar; Bahlul va passar de Rapri a Etawah on el governador local li va fer homenatge; mentre era a Etawah fou atacat per les forces de Jaunpur i finalment es va demarcar la zona d'influència de cadascun, sota proposta del general Kutb Khan Lodi (que era cosí de Bahlul) i de Raja Pratab, i es va acordar que tots el territoris que havien pertanyut al sultà Sayyid Mubarak Shah II (1421-1435) quedarien en mans de Bahlul Shah Lodi i els que havien pertanyut a Sultan Ibrahim Sharqi romandrien en poder de Mahmud; la divisió de les zones d'influència no se sap exactament com fou però Etawah sembla que va quedar en mans de Jaunpur. Poc després en circumstàncies incertes, Kutb Khan Lodi, cosí de Bahlul, va caure presoner de Mahmud de Jaunpur; Mahmud va morir poc després i el va succeir Muhammad Shah, que va renovar el repartiment pactat pel seu pare amb Bahlul, però la treva no va durar gaire temps, ja que Shams Khatun, la germana de Kutb Khan Lodi, pressionava per l'alliberament del seu germà i Bahlul va haver d'atacar Jaunpur amb aquest objectiu, i va avançar fins a Rapri.
Raja Partab es va aliar a Jaunpur però l'aliança no li fou gaire favorable i Jalal Khan, germà del sultà Muhammad Shah de Jaunpur, fou fet presoner per Bahlul que el va conservar per bescanviar per Kutb Khan Lodi. Mentre la Bibi Raaji, la mare del sultà de Jaunpur, intrigava contra el seu propi fill al que va aconseguir assassinar el 1453 i substituir en el tron pel germà més jove Hussain Khan. Aquest va optar per la pau amb Delhi i aviat es va renovar el pacte de repartiment i treva per quatre anys, i a més a més es va establir un intercanvi general de presoners i Kutb Khan Lodi fou enviat a Delhi i Jalal Khan a Jaunpur. Raj Pratab i Kutb Khan de Rapri es van declarar vassalls de Bahlul. aquesta treva no fou duradora.
Bhahlul Shah Lodi aviat es va enemistar amb Nar Singh Deo, fill de Raja Pratab. Nar Singh fou assassinat per Darya Khan Lodi amb el consentiment de Kutb Khan Lodi. Llavors Raja Partab i els amirs Kutb Khan de Rapri, Husain Khan i Mubarik Khan van formar una conspiració i es van aliar a Jaunpur. Bahlol, en veure que no podia resistir a la coalició, es va retirar a Multan i Sultan Husain de Jaunpur es va presentar a Delhi. Bahlul no obstant no va abandonar la lluita i hi va haver enfrontaments a les portes de Delhi. Finalment es va acordar una nova treva retornant els dos sultans als seus límits anteriors, per tres anys. A diferència d'altres vegades aquesta treva fou respectada i no hi va haver combats en tres anys, però al cap del període pel que s'havia pactat la treva, Ahmad Khan, governador de Biana, es va revoltar contra Bahlul i va cridar en ajut al sultà de Jaunpur, Sultan Husain, que va acudir amb una força de 100.000 cavallers i 1.000 elefants en direcció a Delhi, però es va signar un nou acord de pau mercès als bons oficis de Khan Jahan; l'acord fou trencat al cap de pocs mesos per Sultan Husain però després de poc temps de combats es va fer una nova treva. En aquest temps Etawa sembla que fou el quarter general del sultà de Jaunpur i la Bibi Raaji, la reina mare, va morir allí el 1486. Els governants de la rodalia, com Gwalior, Biana i Chandarwar, van enviar les condolences el que indica que eren vassalls de Jaunpur. Poc després el governat de Chandarwar es va apoderar de Badaun en nom de Sayyid Ala al-Din Alam Shah aprofitant que Bahlul era a Sirhind, i Jaunpur va ocupar Sambhal, atacant llavors Delhi i altre cop es va acordar una treva i Sultan Husain va retornar a Jaunpur. Confiant en la veracitat de la treva va deixar el seu bagatge enrere i Bahlul va aprofitar per atacar-les i saquejar el campament apoderant-se d'un gran tresor i 40 nobles de Jaunpur. Quan les dues parts estaven a punt d'enfrontar-se a Rapri es va signar una nova treva renovant els termes de d'anterior.
El 1487 Sultan Husain va tornar, oblidant el seu jurament, i va atacar a Bahlul; una batalla decisiva es va lliurar a Sonhar, en que Jaunpur fou derrotat; el sultà va fugir a Rapri on el va seguir Bahlul, i altre cop el va derrotar, havent de fugir cap a Gwalior on el raja el va ajudar a fugir cap a Kalpi. Bahlol va marxar llavors cap a Etawah que dominaven Ibrahim Khan, germà de Sultan Husain, i Haibat Khan àlies Barqandac ("llop assassí") que després d'una curta resistència de tres dies es van rendir. Bahlul va nomenar governador a Ibrahim Khan Lehani cedint diverses parganes de la rodalia a Rai Dadand. Bahlul va avançar llavors cap a Kalpi, on Sultan Husain havia reunit totes les seves forces; el riu Jamuna separava els dos exèrcits i finalment Bahlul va travessar el riu després de ser convidat per Raj Tilak Chand, governador de Kalpi; els dos exèrcits van xocar a Rangaon i Sultan Husain va ser derrotat i va fugir a Rewah. Així el que fou el districte de Etawah va passar a mans totalment dels sultans Lodi de Delhi. Bahulul va assolar bona part del sultanat de Jaunpur; quan fou proclamat sultà Barbak Shah, Bahlul va retornar a Kalpi, va saquejar Dholpur i Gwalior i es va dirigir a Etawah. Va privar a Raj Sangat (un sakit chauhan, fill de Raj Dadand) del govern de la comarca i va seguir endavant però va morir al cap de poc a Malawi, a la pargana de Sakit (1488). El va succeir el seu fill Sikandar Lodi. Aprofitant la successió els turbulents rages rajputs i l'exèrcit de Sikandar es va reunir a Agra per posar fi a l'actitud rebel dels rajputs de Biana, Dholpur i Gwalior; el govern d'Etawah fou concedit a Ala al-Din Alam Khan Lodi, el germà de Sikandar.
Ibrahim Lodi, successor de Sinkandar Lodi el 1517 va perdre molt de poder en la lluita que el va enfrontar al seu germà Djalal Khan. Durant aquestes lluites va acompanyar algun temps a Bhongaon i Etawah, i en aquests temps aquesta tenia governadors regulars musulmans. Vers el 1524 molts dels governadors del sultanat estaven en rebel·lió. Quan Baber va haver derrotat a Ibrahim Lodi (1526) va marxar cap al Doab; Rapri fou evacuat i va poder ocupar el fort sense lluita; va arribar a Etawa on va trobar com a governador a Kutb Khan, i la va assetjar igual que va fer a Dholpur. Pressionat pel rana de Mewar a l'oest i els afganesos de Jaunpur i Bengala a l'est, Baber va haver de retirar-se dels dos setges i reunir-se amb les forces del seu fill el príncep Humayun a Chandarwar a la vora del Jamuna. Derrotat Rana Sanka, Baber va poder retornar al Doab i va passar per part del futur districte Etwah en el seu camí cap a Kanauj el 1528. Rapri i Chandawar es van rendir i Kutb Khan d'Etawah li va entregar Etawah.
La regió va romandre en poder dels mogols per 12 anys fins que Humayun fou derrotat el 1540. Baber mateix o el seu fill i successor Humayun van concedir Etawah en feu a Husain Sultan, un dinasta uzbek; el feu de Kalpi fou concedir a Yadgar Nasir Mirza, germà de Baber. Aquestos feudataris dominaven la zona quan el 1540 Kutb Khan Suri, fill de Sher Shah Suri, va avançar des de Bengala enviat pel seu pare, contra Humayun, i una important batalla es va lliurar prop de Kalpi. Kutb Khan Suri fou derrotat i mort però l'èxit d'Humayun fou efímer i poc després Humayun fou derrotat decisivament a Kanauj i va haver de sortir de l'Índia. El districte va quedar en mans de Sher Shah Suri fins que la victòria mogol a la batalla de Panipat els va retornar el poder a l'Índia. Sher Shah va establir a la zona dotze mil soldats (a la pargana de Hatkant, després tahsil de Bah al districte d'Agra) que va fer venir del sarkar de Sirhind.
El 1556 va retornar als mogols i Akbar va incloure part del districte dins els sarkars d'Agra, Kanauj, Kalpi o Etawah (l'oest era un dastur del sarkar d'Agra, el nord al sarkur de Kanauj, el nord del Jamuna al sarkar de Kalpi, i el trans Chambal al sarkar d'Etawah); Bahadur khan-i-Shaibani, germà petit de Khan Zaman, el germà d'Ali Kutb Khan i lleial de Maham Anka fou governador d'Etawah sota Akbar. Després no s'esmenta en els regnats de Jahangir, Shah Jahan i Aurangzeb.
Al final d'aquesta època es van formar alguns estats destinats a esdevenir independents destacant el de Muhammad Khan Ghazanfar Jang, Bangash Nawab de Farrukhabad que sembla que cap al final de la seva vida governada a Etawah on el 1741 el va substituir Raja Adhiraj Jai Singh Sawai que no se sap fins quan va governar encara que sembla que el territori era dependent de Kaim Khan el fill i successor de Muhammad Khan a Farrukhabad, que hauria estat el sobirà almenys fins a la seva mort el 1748. En aquest any (11 de març) Saadat Khan, el wazir de l'emperador Muhammad Shah i governador d'Oudh, fou cridat a Delhi i substituït pel seu nebot Safdar Jang. Vers el 14 d'abril de 1748 l'emperador Muhammad Shah va morir i Safdar Jang va proclamar emperador a Ahmad Shah i va obtenir per a si mateix el títol de wazir. Inicialment va incitar a Kaim Khan de Farrukhabad a atacar als rohilles; Kaim Khan va marxar amb un exèrcit contra aquestos i va lliurar una desastrosa batalla a Kadirganj (districte de Budaun) el 22 de novembre de 1748; Kaim Khan fou derrotat i mort i els rohilles es va apoderar d'una part del territori de Kaim Khan, el situat al nord del Ganges.
Safdar Jang coneguda la derrota va aconsellar a l'emperador d'aprofitar l'ocasió per desfer-se dels Nawabs Bangash de Farrukhabad. L'emperador el va escoltar i va reunir forces que van avançar cap a Koil mentre Safdar Khan anava en la mateixa direcció amb les seves pròpies forces. Safdar Jang tenia al seu servei un bakhsi o diwan del clan Saksena Kayasth de les famílies Chakwa i Parasna, de nom Nawal Rai, la nissaga del qual eren qanuqos hereditaris de la pargana d'Etawah, i que havia servit a Ratan Chand Bania, el diwan d'Abdulla Khan i d'Husain Ali, vers 1720, i havia arribat per mèrits a subgovernador de les subas d'Oudh i d'Allahabad. Safdar Jang va ordenar a Nawal Rai sortir de Luckbow per reunir-se amb ell i el 15 de desembre de 1749 Nawal Rai creuava el Ganges amb una poderosa força; els afganesos de Farrukhabad li van presentar batalla però finalment aquestos van fer submissió per decisió de Bibi Sahiba, la mare del nawab Kaim Khan, que va acceptar pagar un fort tribut. Nawal Rai per orde de Safdar Jang va ocupar el territoris dels nawabs Bangash i va establir el seu contingent a Kanauj.
Les opressions del subordinats de Nawal Rai van fer revoltar els afganesos, que van proclamar a Ahmad Khan, germà de Kaim Khan, que vivia retirat. Quan Nawal Rai se'n va assabentar va avançar cap a Khudaganj, a uns 25 km al sud-est de Farrukhabad, amb un fort exèrcit i al mateix temps demanava reforços a Delhi. Ahmad Khan el va atacar a Khudaganj l'1 d'agost de 1750, i fou derrotat i mort. El nawab wazir Safar Jang, va conèixer la derrota quan era a Mathura i va avançar amb les seves forces donant ordes al seu fill Djalal al-Din Haider (després conegut com a Shuja al-Dawla) que era governador d'Allahabad, de matar cinc ostatges afganesos entregats per Bibi Sahiba el 1748, orde que fou complida. El wazir es va aturar un mes a Marahra i després va avançar i es va fer fort a Ram Chhatauni a uns 3 km a l'oest de Patiali al Ganges. Aquí el 13 de setembre de 1750 fou atacat i derrotat per Ahmad Khan; Safdar va quedar ferit però va poder fugir encara que va caure en desgràcia a Delhi i es va iniciar una conspiració per privar-lo dels seus dominis a Oudh. Ahmad Khan, mercès als bons oficis de Ghazi al-Din Firoz Jang, va rebre un khilat de l'emperador i un decret que el restaurava en tot el territori de la seva família del que havia estat privat el 1748. Ahmad Khan es va sentir prou fort per atacat el fot d'Allahabad que va assetjar.
En aquest temps un exèrcit maratha dirigir per Mulhar Rao i Apa Sindhia estava a la rodalia de Kotah, a 420 km al sud de Delhi. Safdar Jang va entrar en negociacions amb aquestos generals encara que la seva primera preocupació era recuperar el favor de l'emperador cosa que va aconseguir amb els bons oficis de Nazir Jawaid Khan; poc després l'exèrcit maratha era agafat al servei de l'emperador amb un bon sou i posat al servei de Safdar Jang contra Ahmad Khan de Farrukhabad. Les forces de Suraj Mal, el príncep Jat de Bharatpur, també es van unir a l'exèrcit de Safdar Jang i el poderós exèrcit així format va avançar creuant el Yamuna. El primer combat fou contra Shahdil Khan, amil del nawab Ahmad Khan a Koil (finals de març de 1751). Shahdil Khan es va haver de retirar. Ahmad Khan que era a Allahabad, va abandonar el setge i es va retirar a Farrukhabad.
Després de diversos combats Safdar Jang i Ahmad Khan ven entrar a Farrukhabad al començament del 1752. Pel tractat de pau el deute contret per Safdar Jang amb els marathes, fou transferida a Ahmad Khan i per garantir el pagament es va concedir als marathes 16 dels 33 mahals del territori del nawab; així la majoria del que fou el districte va passar a mans dels marathes; tanmateix Etawah fou ocupada per un governador maratha; el territori en conjunt, això no obstant, estava supeditat al subadar de Jalaun, Govind Rao Pandit. Aquesta situació va restar fins a 1761 quan la batalla de Panipat, amb la derrota maratha davant Ahmed Shah Durrani els va fer perdre aquestos dominis.
El Shah Durrani va concedir part d'aquestos dominis a caps rohilles i així Dhunde Khan va rebre Shikohabad, Inayat Khan, fill del cap rohilla Hafiz Rahmat Khan, va rebre Etawah; aquesta estava encara en poder dels marathes i jats d'Agra però el 1762 un força rohilla dirigida per Mullah Mohsin Khan va arribar a la zona i es va enfrontar prop de Etawah (ciutat) amb Kishan Rao Pandit i Bala Rao Pandit, que foren derrotats i van haver de fugir. Etawah fou assetjada per Mohsin Khan i aviat es va rendir. L'ocupació no fou gaire més que nominal, ja que els zamindars del districte no van voler pagar els impostos a Inayat Khan i en els seus forts desafiaven la seva autoritat; els rohilles van enviar reforços incloent artilleria, sota Sheikh Kuber i Mullah Baz Khan, i molts dels petits forts foren conquerits i arrasats però a les fortaleses de muntanya el zamindar de Kamait resistia a Inayat Khan. Hafiz Rahmat i Inayat Khan es van presentar personalment a Etawah per dirigir les operacions contra els zamindars rebels i finalment es va acordar un tribut anual. Hafiz Rahmat va marxar a Bareilly i es van establir guarnicions rohilles a algunes places del districte.
Mentre a Delhi va pujar al poder un nou wazir, Najib Khan, més conegut com a Najib al-Dawla Amir al-Umara que va ocupar el lloc de Safdar Jang. Va ocupar les possessions dels nawabs Bangash fins a Aligarh, excepte les concedides pels Durranis als Rohilles després de la batalla de Panipat. El 1762 Najib al-Dawla va atacar Farrukhabad però l'atac fou refusat amb ajut d'Hafiz Rahmat Khan i finalment es va signar un acord de pau.
El 1766 els marathes, dirigits per Mulhar Rao, esperaven la seva oportunitat i van creuar el Jamuna i van atacar Phaphund on hi havia un exèrcit rohilla dirigit per Muhammad Hasan Khan, fill gran de Mohsin Khan. Quan es va saber això, Hafiz Rahmat va avançar des de Bareilly contra els marathes i prop de Phaphund se li va unir Sheikh Kuber, governador rohilla d'Etawah, i es van disposar a la batalla; però Mulhar Rao va refusar el combat i es va retirar creuant el Jamuna.
Najib al-Dawla s'havia vist frustrat per la intervenció rohilla a favor d'Ahmad Khan Bangash el 1762 i el 1770 va preparar un complot contra Hafiz Rahmat Khan. Un exèrcit maratha fou convidat a Delhi per participar en la conquesta de Farrukhabad i després envair Rohilkhand; les forces marathes i de Najib unides van avançar fins a Koil, on Najib es va posar malalt i es va retirar deixant al front al seu fill gran Zabita Khan. Però Zabita no volia combatre contra els afganesos i els marathes ho sabien i el van convertir pràcticament en presoner al campament i van oferir a Hafiz Rahmat Khan el seu alliberament i la pau a canvi de diners, però el preu demanat era alt (la cessió dels jagirs d'Etawah i Shikohabad) i Hafiz Rahmat Khan no hi va accedir; mentre es negociava Zabita Khan es va escapar i llavors es van produir diversos enfrontaments entre marathes i afganesos. Inayat khan fou cridat pel seu pare a Farrukhabad sobre la possible cessió dels jagirs que volien però encara que Dhunde Khan va accedir a cedir Shikohabad, Inayat Khan va refusar entregar Etawah i disgustat amb el seu pare va retornar a Bareilly; el seu pare, pel seu compte, va enviar ordes a Sheikh Kuber, governador rohilla d'Etawah, de rendir el fort als marathes; aquestos, assabentat, van anar a Etawah però Sheik Kuber encara no havia rebut l'orde i va presentar batalla; es van fer diversos assalts al fort, tots rebutjats, fins que van arribar les ordes d'Hafiz Rahmat Khan i el fort fou lliurat als marathes.
El 1771 els marathes van avançar cap a Delhi i van reinstal·lar a l'emperador Shah Alam II, i així foren els amos de l'imperi. Zabita Khan això no obstant, se'ls oposava i va reunir forces que van atacar als marathes prop de Delhi però fou derrotat i el 1772 els marathes van assolar part del Rohilkhand i van conquerir Najafgarh, on vivia la família de Zabita Khan, i on aquest tenia el tresor.
Zabita va demanar ajut al nawab d'Oudh Shuja al-Dawla, però aquest va declinar ajudar-lo si no ho demanava Hafiz Rahmat Khan. Es van iniciar negociacions amb Shah Alam II i els marathes per la restauració de Zabita Khan i l'evacuació del Rohilkhand. Els marathas van accedir a rebre 40 lakhs de rúpies que garantiria Shuja al-Dawla; però a l'hora de la veritat aquest va refusar aportar la ganrantia si Hafiz Rahmat Khan no la donava també. Hafiz Rahmat Khan hi va consentir i els marathes es van retirar de Rohilkhand.
El 1773 els marathes volien atacar a Shuja al-Dawla i van buscar l'aliança de Hafiz Rahmat Khan que no hi va voler participar i en lloc d'això va enviar notícies al nawab d'Oudh al que va aprofitar per reclamar el retorn de la garantia que havia hagut de posar. Shuja va elogiar la conducta d'Hafiz i va prometre la reintegració de la garantia una vegada els marathes fossin derrotats cosa que va passar no gaire després a la batalla d'Asadpur (Shuja va tenir el suport de forces d'Hafiz) i es van haver de retirar del Rohilkhand i de Delhi.
Shuja va retornar a Oudh, però llavors no va complir la seva promesa sobre la garantia. Va aconseguir el suport de diversos caps rohilles abans lleials a Hafiz i va expulsar a les guarnicions marathes d'Etawah i Shikohabad. Després va anar més lluny i va exigir a Hafiz la rebaixa a 35 lakhs de la garantia. Això en realitat fou un pretext per iniciar hostilitats per les quals el nawab d'Oudh ja havia preparat un exèrcit. Com que Hafiz Rahmat Khan no va acceptar la rebaixa, Shuja va avançar cap al Ganges i va derrotar a Hafiz Rahmat Khan a la batalla de Miranpur Katra al districte de Shahjahanpur (23 d'abril de 1774) passant Etawah a govern d'Oudh.
Fins al 1801 el districte d'Etawah va restar sota domini d'Oudh. Durant uns quants anys fou governador Mian Almas Ali Khan. A Phaphund un dels darrers governadors fou Raja Bhagmal o Baramal un jat de casta fill d'una germana d'Almas Ali Khan, hindú de naixement però després convertit en eunuc i musulmà. Raja Bhagmal va construir el fort de Phaphund i la mesquita.
El districte fou cedit als britànics el 10 de novembre de 1801 per Saadat Ali Khan junt amb tot el baix Doab i altre territoris. La cessió era en garantia del pagament de la força de protecció i del manteniment de les forces locals d'Oudh estacionades a Kanpur. Es va formar el gran districte d'Etawah amb capital a Mainpuri. La tranquil·litat al districte es va establir el 1816 quan els zamindaris de Saudaus, Sahson i Kamait van ser arranjats. El 1845 es va formar un nou districte amb capital a Etawah (la resta del districte va agafar el nom de Districte de Mainpuri).
Les notícies procedents de Meerut van arribar a Etawah al cap de dos dies i en els dies següents nombrosos soldats rebels van passar pel districte que va quedar aïllat. Els rebels van ocupar Jaswantnagar, i un contraatac britànic va fracassar. El 22 de maig de 1857 es va decidir la retirada d'Etawah però les tropes es van amotinar abans de marxar i només els oficials i les dones van arribar a Barhpura on se'ls va unir el primer regiment de Gwalior, de moment lleial però que el 17 de juny també es va amotinar. Finalment tot el districte fou evacuat i els rebels de Jhansi van ocupar Etawah. Durant la resta de l'any diversos contingents rebels van passar pel districte. El dia de Nadal el brigadier Walpole va entrar altre cop al districte i el 6 de gener de 1858 es va recuperar l'estació d'Etawah però els rebels encara mantenien Shergarh Ghat, dominant la via principal cap al Bundelkhand i tot el sud-oest del districte. Diverses operacions es van fer els primers mesos del 1858 però les forces locals eren insuficients. El 7 de desembre de 1858 un cos de saquejadors procedents d'Oudh dirigits per Firuz Shah va entrar al districte matant i cremant indiscriminadament, fins que foren derrotats a Harchandpur, i a final d'any la pau havia retornat. Els oficials nadius i els zamindars foren en la immensa majoria lleials als britànics.